# 체리 파이

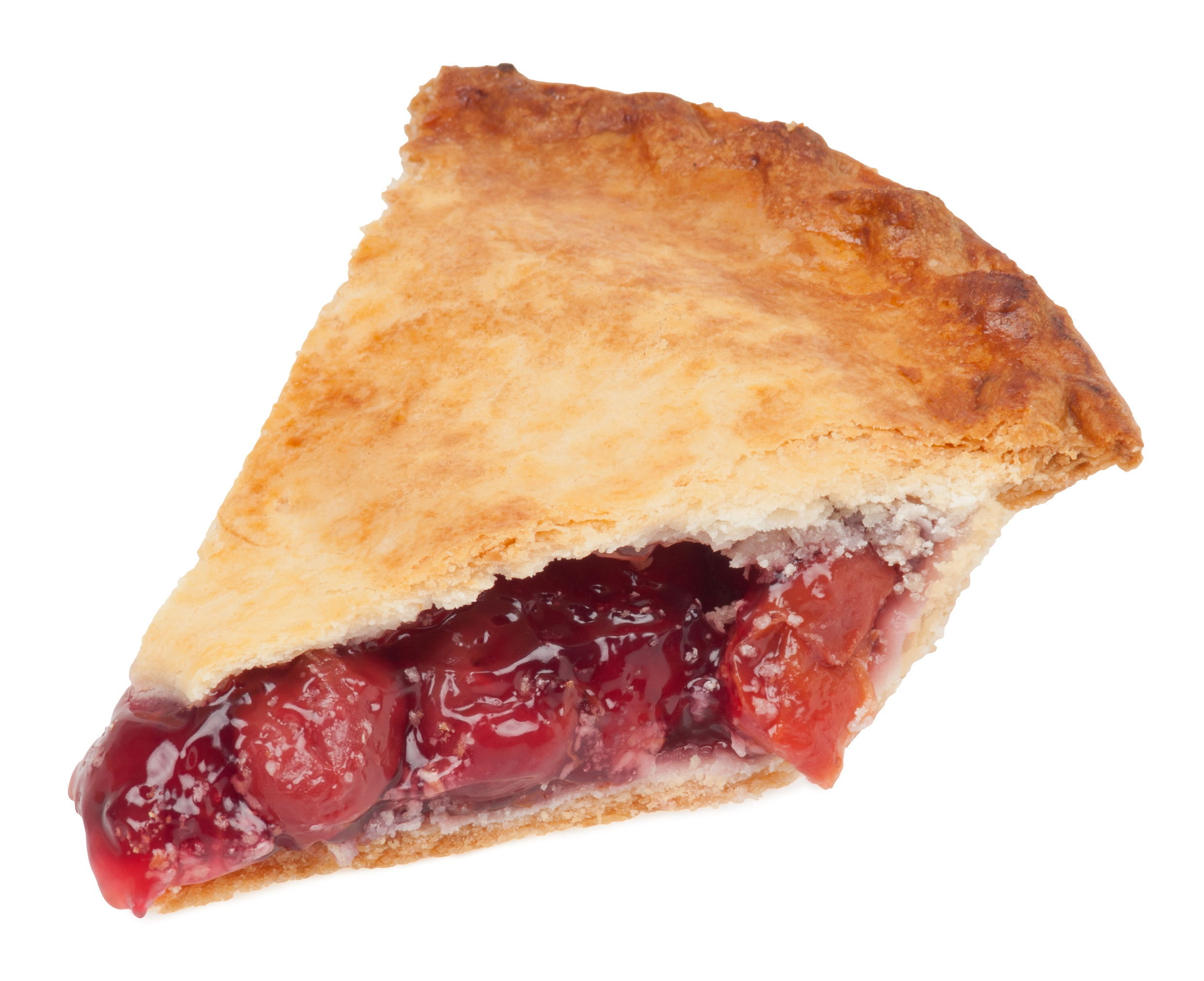

체리 파이(cherry pie)는 체리 필링으로 구운 파이이다. 전통적으로 체리 파이는 달콤한 체리가 아닌 새콤한 체리로 만들어진다. 모렐로 체리는 가장 일반적으로 사용되는 체리 종류 중 하나이지만 블랙 체리와 같은 다른 품종도 사용할 수 있다.
체리 파이는 유럽과 북미를 연상시키며 빌리 보이("Billy Boy")와 같은 미국 민요의 가사에서 언급된다. 7월 1일 캐나다 데이와 7월 4일 미국 독립기념일과 겹치는 한여름의 체리 수확 때문에 체리 파이는 종종 이 휴일에 제공된다. 또한 젊은 시절의 조지 워싱턴이 체리나무 벌채에 대해 정직했다는 일화 때문에 워싱턴의 생일 축하 행사와도 관련이 있다.
체리 파이는 종종 휘핑 크림이나 아이스크림과 함께 제공되고 먹는다. 미국의 일반적인 준비 전통은 빵 껍질을 화려한 페이스트리 패턴으로 장식하는 것이다.
미국에서는 21 CFR 152.126에 따라 냉동 체리 파이에 최소 25%의 체리가 포함되어야 하며 그 중 15% 이하에 흠집이 있어야 한다. 인공 감미료는 허용되지 않는다. 2019년 4월 FDA는 이러한 표준을 제거할 것을 제안했다.